# 五十嵐通夫
五十嵐 通夫（いがらし みちお、1937／1938年 - 1999年1月11日）はC.A.L専務取締役、テレビプロデューサー。東京都出身。

## 家族
- 水野久美（妻・女優）
- 水野純一（長男・俳優）

## 経歴
電通勤務を経て、1973年に水野久美の後夫として結婚。1984年にC.A.Lに移籍。1993年の佐野浅夫主演の『水戸黄門 第22部』より西村俊一に代わり「ナショナル劇場」のプロデューサーとなる。1995年に逸見稔の急死により、同番組の統括責任者（チーフプロデューサー）となる。
1999年1月11日午後4時46分に肝不全の為、死去（享年61）。

## 代表作
- ナショナル劇場（1993年 - 1999年、TBS）
  - 水戸黄門（第22部 - 第27部）[注 1]
  - 江戸を斬る（江戸を斬るVIII）
  - 水戸黄門外伝 かげろう忍法帖
  - 大岡越前（第14部 - 第15部）[注 2]
  - 南町奉行事件帖 怒れ!求馬[注 3]
- 女無宿人 半身のお紺